# Alois Zátopek

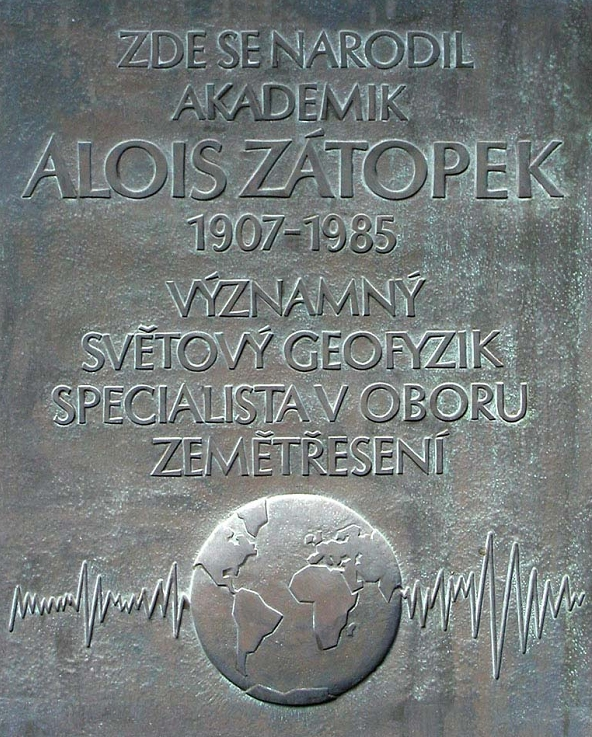
Pamětní deska na rodném domě

Alois Zátopek (30. června 1907 Zašová – 22. června 1985 Praha) byl český geofyzik, zakladatel moderní české seismologie. Jeho bratrancem z druhého kolene byl běžec Emil Zátopek (jejich otcové byli bratranci).

## Život
Narodil se na Vsetínsku, v obci Zašová v rodině chudého kameníka. Vystudoval Gymnázium Františka Palackého ve Valašském Meziříčí a Přírodovědeckou fakultu Univerzity Karlovy v Praze. Je nositelem řady ocenění, mimo jiné Eulerovy medaile AV SSSR, Řádu práce, Zlaté medaile UK za zásluhy. Působil ve Státním geofyzikálním ústavu, byl expertem OSN a UNESCO na seismologii a zemětřesení.

## Vyznamenání
- 1957 - Státní cena za práci: „Seismická charakteristika Československa“
- 1960 - Eulerova medaile AV SSSR
- 1964 – Stříbrná medaile města Skopje
- 1965 - Pamětní medaile Karlovy University v Praze
- 1967 - Řád práce
- 1968 – Medaile Německé akademie Leopoldina
- 1968 - Zlatá medaile UK za zásluhy